# Puchar Niemiec w piłce nożnej (1990/1991)
Puchar Niemiec w piłce nożnej mężczyzn 1990/1991 – 48. edycja rozgrywek mających na celu wyłonienie zdobywcy Pucharu Niemiec, który uzyskał tym samym prawo gry w kwalifikacjach Pucharu Zdobywców Pucharów 1991/1992. Tym razem trofeum wywalczył Werder Brema. Finał został rozegrany na Stadionie Olimpijskim w Berlinie.

## Plan rozgrywek
Rozgrywki szczebla centralnego składały się z 6 części:
- Runda 1: 4–5 sierpnia 1990
- Runda 2: 2–3 listopada 1990
- Runda 3: 30 listopada 1990–5 marca 1991
- Ćwierćfinał: 28–30 marca 1991
- Półfinał: 23 kwietnia–8 maja 1991
- Finał: 22 czerwca 1991 na Stadion Olimpijski w Berlinie

## Pierwsza runda
Mecze rozegrano od 3 do 5 sierpnia 1990 roku.
| Drużyna 1               | Wynik      | Drużyna 2                |
| ----------------------- | ---------- | ------------------------ |
| SpVgg Unterhaching      | 0:1        | FC Schalke 04            |
| Alemannia Aachen        | 0:1 (dog.) | Bayer Uerdingen          |
| FV Weinheim             | 1:0        | Bayern Monachium         |
| Eintracht Haiger        | 1:2        | Borussia Mönchengladbach |
| Kilia Kiel              | 1:4        | FC St. Pauli             |
| VfL Wolfsburg           | 1:6        | 1. FC Köln               |
| Eintracht Trewir        | 0:1        | VfB Stuttgart            |
| Hessen Kassel           | 1:0        | FC Homburg               |
| FC Wangen 05            | 1:2        | Rot-Weiss Essen          |
| FSV Frankfurt           | 3:4 (dog.) | Preußen Münster          |
| Teutonia SuS Waltrop    | 0:1        | Eintracht Brunszwik      |
| Türkiyemspor Berlin     | 2:6        | 1. FC Saarbrücken        |
| SC Pfullendorf          | 0:2        | MSV Duisburg             |
| Viktoria Köln           | 2:4        | VfL Osnabrück            |
| ASC Schöppingen         | 1:2        | Eintracht Frankfurt      |
| DSC Wanne-Eickel        | 1:3        | Hertha BSC               |
| Werder Brema (amatorzy) | 1:3        | SG Wattenscheid 09       |
| Greuther Fürth          | 3:1        | Borussia Dortmund        |
| SpVgg Bayreuth          | 0:3        | Blau-Weiss Berlin        |
| SV Hilden-Nord          | 2:1 (dog.) | SC Freiburg              |
| SpVgg Weiden            | 1:2        | Werder Brema             |
| TuS Bersenbrück         | 0:4        | Hannover 96              |
| Borussia Neunkirchen    | 2:3 (dog.) | Fortuna Düsseldorf       |
| SV Ludweiler-Warndt     | 0:3        | SV Meppen                |
| Stuttgarter Kickers     | 4:0        | SV Darmstadt 98          |
| Victoria Hamburg        | 0:5        | Bayer 04 Leverkusen      |
| SC Göttingen 05         | 0:4        | Hamburger SV             |
| FC Miltach              | 1:3        | 1. FC Nürnberg           |
| SSV Reutlingen 05       | 3:6 (dog.) | Karlsruher SC            |
| Südwest Ludwigshafen    | 1:7        | 1. FC Kaiserslautern     |
| FC Remscheid            | 3:2 (dog.) | Fortuna Köln             |
| Waldhof Mannheim        | 3:2        | VfL Bochum               |

## Druga runda
Mecze rozegrano od 2 do 3 listopada 1990 roku.
| Drużyna 1            | Wynik      | Drużyna 2                |
| -------------------- | ---------- | ------------------------ |
| Werder Brema         | 2:0        | FC St. Pauli             |
| Greuther Fürth       | 0:1        | 1. FC Saarbrücken        |
| SV Hilden-Nord       | 0:4        | Preußen Münster          |
| FC Schalke 04        | 4:0        | Eintracht Brunszwik      |
| Bayer 04 Leverkusen  | 0:1        | Bayer Uerdingen          |
| Eintracht Frankfurt  | 0:0 (dog.) | 1. FC Nürnberg           |
| Karlsruher SC        | 0:2        | VfB Stuttgart            |
| 1. FC Kaiserslautern | 0:1        | 1. FC Köln               |
| Fortuna Düsseldorf   | 0:0 (dog.) | Blau-Weiss Berlin        |
| Hertha BSC           | 0:1        | MSV Duisburg             |
| Hannover 96          | 0:0 (dog.) | Hamburger SV             |
| FV Weinheim          | 1:3        | Rot-Weiss Essen          |
| FC Remscheid         | 1:0        | Borussia Mönchengladbach |
| Hessen Kassel        | 3:2        | Stuttgarter Kickers      |
| SV Meppen            | 2:0        | Waldhof Mannheim         |
| VfL Osnabrück        | 1:2 (dog.) | SG Wattenscheid 09       |

### Mecze powtórzone
| Drużyna 1         | Wynik      | Drużyna 2           |
| ----------------- | ---------- | ------------------- |
| 1. FC Nürnberg    | 0:2 (dog.) | Eintracht Frankfurt |
| Blau-Weiss Berlin | 1:0        | Fortuna Düsseldorf  |
| Hamburger SV      | 2:1        | Hannover 96         |

## Trzecia runda
Mecze rozegrano od 30 listopada 1990 roku do 5 marca 1991 roku.
| Drużyna 1         | Wynik      | Drużyna 2           |
| ----------------- | ---------- | ------------------- |
| Preußen Münster   | 0:1        | VfB Stuttgart       |
| Werder Brema      | 3:1        | FC Schalke 04       |
| Bayer Uerdingen   | 4:2 (dog.) | Rot-Weiss Essen     |
| 1. FC Köln        | 1:0        | SV Meppen           |
| MSV Duisburg      | 3:2 (dog.) | Blau-Weiss Berlin   |
| 1. FC Saarbrücken | 0:0 (dog.) | Eintracht Frankfurt |
| Hamburger SV      | 1:2        | SG Wattenscheid 09  |
| FC Remscheid      | 2:3 (dog.) | Hessen Kassel       |

### Mecze powtórzone
| Drużyna 1           | Wynik      | Drużyna 2         |
| ------------------- | ---------- | ----------------- |
| Eintracht Frankfurt | 3:2 (dog.) | 1. FC Saarbrücken |

## Ćwierćfinały
Mecze rozegrano od 28 do 30 marca 1991 roku.
| Drużyna 1           | Wynik      | Drużyna 2          |
| ------------------- | ---------- | ------------------ |
| Bayer Uerdingen     | 1:4        | MSV Duisburg       |
| Eintracht Frankfurt | 3:1 (dog.) | SG Wattenscheid 09 |
| 1. FC Köln          | 1:0 (dog.) | VfB Stuttgart      |
| Hessen Kassel       | 0:2        | Werder Brema       |

## Półfinały
Mecze rozegrano od 23 kwietnia do 8 maja 1991 roku.
| Drużyna 1           | Wynik      | Drużyna 2    |
| ------------------- | ---------- | ------------ |
| MSV Duisburg        | 0:0 (dog.) | 1. FC Köln   |
| Eintracht Frankfurt | 2:2 (dog.) | Werder Brema |

### Mecze powtórzone
| Drużyna 1    | Wynik | Drużyna 2           |
| ------------ | ----- | ------------------- |
| 1. FC Köln   | 3–0   | MSV Duisburg        |
| Werder Brema | 6–3   | Eintracht Frankfurt |

## Finał
| 22 czerwca 1991                                | Werder Brema · Eilts 48' | 1:1 k. 4:30:0Raport                      | 1. FC Köln · 62' Banach | Stadion Olimpijski, Berlin Widzów: 73 000 Sędzia: Aron Schmidhuber (Ottobrunn) |
|                                                |                          |                                          |                         |                                                                                |
|                                                |                          | Rzuty karne                              |                         |                                                                                |
| Allofs · Rufer · Bratseth · Harttgen · Borowka |                          | Rudy · Higl · Littbarski · Banach · Götz |                         |                                                                                |

| WERDER BREMA: |    |                |              |     |
|               |    |                |              |     |
| BR            | 1  | Oliver Reck    |              |     |
| OB            | 2  | Günter Hermann |              | 76' |
| OB            | 3  | Marco Bode     |              |     |
| OB            | 4  | Rune Bratseth  |              |     |
| OB            | 5  | Thomas Wolter  |              |     |
| OB            | 6  | Ulrich Borowka |              |     |
| PO            | 7  | Dieter Eilts   |              |     |
| PO            | 8  | Mirko Votava   |              |     |
| PO            | 9  | Klaus Allofs   |              |     |
| PO            | 10 | Frank Neubarth | Żółta kartka | 72' |
| NA            | 11 | Wynton Rufer   |              |     |
| Zmiany:       |    |                |              |     |
| OB            | 13 | Gunnar Sauer   |              | 76' |
| PO            | 14 | Uwe Harttgen   |              | 72' |
| Trener:       |    |                |              |     |
| Otto Rehhagel |    |                |              |     |

| FC KÖLN:         |    |                   |              |     |
|                  |    |                   |              |     |
| BR               | 1  | Bodo Illgner      |              |     |
| OB               | 2  | Jann Jensen       |              |     |
| OB               | 3  | Alfons Higl       |              |     |
| OB               | 4  | Andreas Gielchen  | Żółta kartka |     |
| OB               | 5  | Falko Götz        |              |     |
| OB               | 6  | Karsten Baumann   |              |     |
| PO               | 7  | Pierre Littbarski |              |     |
| PO               | 8  | Frank Greiner     | Żółta kartka |     |
| PO               | 9  | Maurice Banach    |              |     |
| PO               | 10 | Henrik Andersen   |              | 96' |
| NA               | 11 | Ralf Sturm        |              | 60' |
| Zmiany:          |    |                   |              |     |
| PO               | 13 | Horst Heldt       |              | 59' |
| PO               | 14 | Andrzej Rudy      |              | 96' |
| Trener:          |    |                   |              |     |
| Erich Rutemöller |    |                   |              |     |

| Puchar Niemiec w piłce nożnej 1990–1991 Zwycięzcy |
| ------------------------------------------------- |
| Werder Brema 2. Tytuł                             |